# Мурманский областной краеведческий музей
Мурманский областной краеведческий музей — старейший музей области, основан 17 октября 1926 года, расположен в здании, являющемся памятником истории города. Занимается комплектованием, хранением, популяризацией памятников истории и культуры Мурманской области.
С южной торцевой стороны здания музея находится памятник ледоколу «Ермак».

## Фонды музея
Располагает 19 экспозиционными залами. В разделе «Природа» находится единственная в России экспозиция морского дна — сухой аквариум, уникальная геологическая коллекция, извлечённая с глубин от 100 м до 12 км при бурении Кольской сверхглубокой скважины.
Вся история края с древнейших времён до современности представлена в экспозициях: «Археология Кольского Севера», «Хозяйство и быт саамов в нач. XVIII— нач. XX вв.», «Мурман — северная окраина России. XVII-нач. XX вв. Основание города Романов-на-Мурмане», «Интервенция на Мурмане», «Мурманский край в период 1920—1930-х гг.», «Мурманская область в годы Великой Отечественной войны»,"Интерьер жилой комнаты 1950-х гг.", «Мурманская область 1960—1985 гг.».
Музейное собрание составляет свыше 160 тысяч единиц хранения, среди которых коллекции основного документального фонда, состоящего из документов, книг, плакатов; фотофонда, предметов декоративно-прикладного и изобразительного искусства, нумизматики и археологии.
В музее работает библиотека — одна из старейших в области, насчитывающая 18 тыс. книг и журналов по краеведению.
Ежегодно в музее организуется более 100 выставок, на которых экспонируется свыше 25 000 предметов музейного фонда.
Посетители — жители и гости города и области, школьники, студенты, иностранные туристы. Ежегодная посещаемость — до 100 000 человек.
В структуре музея 2 территориальных отдела:
- Музей истории кольских саамов — в с. Ловозеро,
- Музей истории, культуры и быта терских поморов — в с. Умба,

Дважды в год на базе музея проводятся областные научно-практические краеведческие конференции.
В 2012, 2016 гг. Мурманский областной краеведческий музей победил в региональном конкурсе «Лучшие в туриндустрии Мурманской области», проводимом Министерством развития промышленности и предпринимательства Мурманской области, в номинации «Лучший музей». Также в рамках конкурса по итогам интернет-голосования Мурманский областной краеведческий музей стал победителем в номинации «Популярный объект посещения».
По итогам 2016 года музей принял около 88 381 тысяча посетителей. В экспозиции музея побывали туристы круизных судов, участники всевозможных фестивалей, семинаров и других форм проектной деятельности, почетные гости и делегации, посещавшие Мурманск. Самыми масштабными музейными мероприятиям 2016 года стали всероссийские акции «Ночь в музее» и «Ночь искусств», международная научно-практическая конференция, посвящённая 100-летию города Мурманска «Мурманск в истории российской государственности». Фестиваль музеев Северо-Запада создание новой экспозиции «Мурман — северная окраина России. XVII-нач. XX вв. Основание города Романов-на-Мурмане» и открытие Регионального детско-юношеского центра краеведения.
С 2019 по 2025 г. историческое здание музея было закрыто на реконструкцию. Фонды и экспозиция музея временно находились по адресу г. Мурманск, ул. Павлова, 1А.
Реконструкция завершилась в октябре 2024 года, здание музея вновь было открыто 17 марта 2025 года. В ходе работ в нём обновили фасад, кровлю, инженерные системы, оборудовали лифты, заменили дверные проёмы и окна, обновили потолок, стены и пол на всех этажах, благоустроили двор. В обновлённом музее оформлены 14 тематических залов с иммерсивными пространствами, мультимедийными технологиями и натурными декорациями ручной работы.